# Gallmücken
Die Gallmücken (Cecidomyiidae) sind eine Familie der Mücken (Nematocera). Sie kommen weltweit mit ca. 6000 Arten in mehr als 530 Gattungen vor. In Europa sind über 270 Gattungen zu finden.

## Merkmale
Die Mücken erreichen eine Körperlänge von 0,5 bis 4 Millimetern, einige wenige Arten werden bis zu 8 Millimeter lang. Ihr Körper ist meist gelborange, ocker, hell- oder dunkelrot bis fast schwarz gefärbt. Sie haben mit einem schlanken Körper und langen Beinen den normalen Körperbau von Mücken. Ihre fadenförmigen Fühler haben zwei Grundglieder und weitere 4 bis 30 Glieder. Die meisten Arten haben aber 14 bis 16 Fühlerglieder. Sie sind oft mit wirtelartig angeordneten Haaren besetzt. Die Flügeladern der breiten und zum Teil behaarten Flügel sind stark reduziert. Neben ihren Facettenaugen, die über den Fühlern miteinander verbunden sind, haben manche Arten auch Punktaugen (Ocelli). Die Weibchen haben teilweise eine sehr lange, teleskopartig ausstülpbare Legeröhre (Ovipositor).
Die madenartigen, spindelförmigen und beinlosen Larven werden ca. zwei bis fünf Millimeter lang und sind meist hellgelb, orangerot, manchmal auch dunkelbraun und haben eine reduzierte Kopfkapsel. Die Larven des dritten Stadiums haben am Bauch eine verdickte Haut, die Brustgräte oder Spatula sternalis genannt wird. Beim zweiten Larvenstadium ist diese Verdickung nur ansatzweise zu erkennen.

## Lebensweise
Gallmücken verbringen fast ihr ganzes Leben im Larvenstadium. Die voll entwickelten Imagines leben nur kurze Zeit und nehmen kaum Nahrung auf.
Die Larven fast aller Arten leben monophag an nur einer Pflanzenart oder oligophag von Pflanzen einer bestimmten Gattung. Dabei reicht ihr Nahrungsspektrum von Gräsern und anderen krautigen Pflanzen bis hin zu Nadel- und Laubbäumen. Nur sehr wenige Arten ernähren sich polyphag, es gibt aber auch saprophag lebende Arten, die sich vermutlich von Pilzhyphen ernähren, und parasitisch und räuberisch lebende Larven. Letztere werden zum Teil auch zur biologischen Schädlingsbekämpfung eingesetzt, wie z. B. Aphidoletes aphidimyza. Sie fressen vor allem Spinnmilben und Blattläuse.
Die pflanzenfressenden Arten bilden nahezu immer Gallen, woher die Mücken auch ihren Namen haben. Die Larven der nicht-gallenbildenden Arten leben meist frei auf Pflanzen. Sie befallen alle Pflanzenteile, außer die Wurzeln. Sie können springen, indem sie ihren Körper, ähnlich wie eine Feder, ringförmig zusammenbiegen. Viele Arten sind bedeutende Schädlinge in der Land- und Forstwirtschaft (siehe Artenliste).
Die Verpuppung findet in einer Mumienpuppe statt, die meist gelblich oder rötlich gefärbt ist und röhrenförmig hervorstehende Stigmenöffnungen aufweist.
Einige Arten, wie z. B. die der Gattungen Miastor und Heteropeza, können sich mittels Pädogenese, einem Sonderfall der Parthenogenese (Jungfernzeugung), fortpflanzen. Diese Arten existieren die meiste Zeit über nur als weibliche Larven und werden bereits im Larvenstadium fortpflanzungsfähig. Aus ihren unbefruchtet abgelegten Eiern gehen erneut weibliche Larven hervor. Nur selten bzw. unter besonderen Bedingungen entstehen bei diesen Arten geflügelte Imagines beiderlei Geschlechts, die sich sexuell fortpflanzen.

## Genetik
Eine Besonderheit in der Genetik der Gallmücken besteht darin, dass die Männchen nur diejenigen Erbanlagen an ihre Nachkommen weitergeben, welche sie selbst von ihrer Mutter erhalten hatten. Dies basiert auf einer besonderen Form der Reduktionsteilung bei der Spermatogenese: Die normalerweise erfolgende Paarung homologer Chromosomen findet hier nicht statt, und nur die Chromosomen mütterlichen (maternalen) Ursprungs verbinden sich mit der Kernteilungsspindel. Die nachfolgende Zellteilung ist stark inäqual, d. h. die beiden Tochterzellen sind verschieden groß. Nur aus der kleineren Tochterzelle, welche die maternalen Chromosomen erhielt, gehen (nur) zwei Spermien hervor. Als Folge dieser Eliminierung der paternalen Erbanlagen existieren nur im weiblichen Geschlecht kontinuierliche Vererbungslinien. Die Männchen fungieren als Vermittler zwischen diesen Linien. Die oben beschriebene Pädogenese bei manchen Gallmücken reduziert die Rolle des männlichen Geschlechts.
Ungewöhnlich ist auch das Vorhandensein zahlreicher zusätzlicher Chromosomen, die nur in den Zellen der Keimbahn der Gallmücken vorhanden sind und beim Entstehen der ersten somatischen Zellen eliminiert werden, indem sie bei der Mitose in der Äquatorialplatte liegen bleiben, also in keinen der beiden Tochterkerne aufgenommen werden. Die stark erhöhte Chromosomenzahl in der Keimbahn interpretierte man lange Zeit als Polyploidie, d. h. als Vervielfältigung des normalen (somatischen) Chromosomenbestands, bis sich herausstellte, dass es sich um spezielle, von den somatischen verschiedene Chromosomen handelt.

## Systematik

### Unterfamilien
Die Gallmücken werden derzeit in sechs Unterfamilien geteilt. Die größte Unterfamilie bilden die Cecidomyiinae, deren Larven sich in Pflanzengallen entwickeln. Sie haben daher auch eine große Bedeutung für Land- und Forstwirtschaft sowie den Gartenbau. Derzeit gibt es rund 4800 beschriebene Arten dieser Unterfamilie. Die Vertreter der anderen Unterfamilien leben nicht in Gallen. Sie ernähren sich wie die meisten Arten der Überfamilie der Pilzmücken von Pilzen und umfassen insgesamt rund 1200 Arten. Das Substrat, in dem die Arten der Unterfamilien Catotrichinae, Lestremiinae und Micromyinae ihre Nahrung finden, ist totes, verrottendes Holz. Daher werden diese drei Gruppen, die bis vor einiger Zeit alle in der Unterfamilie Lestremiinae vereint waren, als Holzmücken bezeichnet. Die Unterfamilie Porricondylinae bildet keine einheitliche Verwandtschaftsgruppe, und ihre phylogenetische Zusammensetzung ist Gegenstand neuer molekulargenetischer Forschungen.
- Cecidomyiinae – Gallmücken im engeren Sinn
- Catotrichinae – Holzmücken, die aus den Lestremiinae ausgegliedert wurden
- Lestremiinae – Holzmücken im engeren Sinn
- Micromyinae – Holzmücken, die aus den Lestremiinae ausgegliedert wurden
- Porricondylinae – die Gruppe ist nicht monophyletisch und wird derzeit auf andere Gruppen aufgeteilt

### Arten (Auswahl)
- Brittenia fraxinicola Edwards, 1941
- Kohldrehherzmücke (Contarinia nasturtii)
- Erbsengallmücke (Contarinia pisi)
- Birnengallmücke (Contarinia pyrivora)
- Kohlschotenmücke (Dasineura brassicae)
- Dasineura fraxini, an Esche
- Lärchengallmücke (Dasineura laricis)
- Rosenblattgallmücke (Dasineura rosae)
- Drisina glutinosa, an Ahorn
- Sattelmücke (Haplodiplosus equestris), ein Getreideschädling
- Möhrengallmücke (Kiefferia pericarpiicola )
- Himbeergallmücke (Lasioptera rubi)
- Hessenfliege (Mayetiola destructor), ein Getreideschädling
- Putoniella pruni
- Spurgia capitigena, an Zypressen-Wolfsmilch
- Kiefernnadelscheiden-Gallmücke (Thecodiplosis brachyntera)
- Okuliermade (Thomasiniana oculiperda) parasitiert an okulierten Kulturpflanzen
- Wachtliella rosarum, an Rose
- Zygiobia carpini, an Hainbuche

an Rotbuche (Fagus sylvatica)
- Hartigiola annulipes
- Buchengallmücke (Mikiola fagi)
- Phegomyia fagicola

an Eiche (Quercus)
- Macrodiplosis dryobia
- Macrodiplosis volvens

an Weiden (Salix)
- Iteomyia major
- Rabdophaga cinerearum
- Rabdophaga heterobia
- Rabdophaga iteobia
- Rabdophaga strobiliana
- Rabdophaga terminalis

an Pappeln (Populus)
- Contarinia petioli
- Harmandia tremulae
- Harmandiola cavernosa
- Harmandiola globuli

an Linden (Tilia)
- Contarinia tiliarum
- Didymomyia tiliacea

## Fossile Belege
Der vermutlich älteste fossile Beleg dieser Insektenfamilie wurde in Libanon-Bernstein gefunden (Unterkreide, ca. 120 Mio. Jahre). Weitere, etwas jüngere kreidezeitliche Belege stammen aus Sibirischem Bernstein und Bernsteinfunden, die in Frankreich gemacht wurden. Im eozänen Baltischen Bernstein ist die Familie artenreich vertreten, ferner im zumeist etwas jüngeren Dominikanischen Bernstein.